# Барбакоас (Колумбия)
Барбакоас (исп. Barbacoas) — город и муниципалитет на юго-западе Колумбии, на территории департамента Нариньо. Входит в состав провинции Телемби.

## История
Поселение, из которого позднее вырос город, было основано в 1600 году доном Франсиско де Прага-и-Сунигой (исп. Francisco de Praga y Zuniga). Муниципалитет Барбакоас был выделен в отдельную административную единицу в 1916 году.

## Географическое положение

Муниципалитет Барбакоас

Город расположен в западной части департамента, в пределах Тихоокеанской равнины, на левом берегу реки Телемби (левый приток Патии), на расстоянии приблизительно 104 километров к северо-западу от города Пасто, административного центра департамента. Абсолютная высота — 37 метров над уровнем моря.
Муниципалитет Барбакоас граничит на севере и севере с территорией муниципалитета Магуи-Паян, на северо-востоке — с муниципалитетами Лос-Андес и Ла-Льянада, на востоке — с муниципалитетом Саманьего, на юго-востоке — с муниципалитетом Рикаурте, на западе — с муниципалитетом Тумако, на северо-западе — с муниципалитетом Роберто-Паян, на юго-западе — с территорией Эквадора. Площадь муниципалитета составляет 2324 км².

## Население
По данным Национального административного департамента статистики Колумбии, совокупная численность населения города и муниципалитета в 2024 году составляла 56 608 человек.
Динамика численности населения муниципалитета по годам:
| 2005   | 2010   | 2015   | 2020   | 2021   | 2022   | 2023   | 2024   |
| ------ | ------ | ------ | ------ | ------ | ------ | ------ | ------ |
| 30 270 | 33 866 | 37 851 | 57 079 | 57 633 | 57 942 | 58 292 | 56 608 |

Согласно данным переписи 2005 года мужчины составляли 50,4 % от населения Барбакоаса, женщины — соответственно 49,6 %. В расовом отношении негры, мулаты и райсальцы составляли 78,3 % от населения города; индейцы — 15,1 %; белые и метисы — 6,6 %.
Уровень грамотности среди всего населения составлял 70,3 %.

## Экономика
Большинство трудоспособного населения занято в сельском хозяйстве и золотодобыче.
58,9 % от общего числа городских и муниципальных предприятий составляют предприятия торговой сферы, 34,7 % — предприятия сферы обслуживания, 4,7 % — промышленные предприятия, 1,7 % — предприятия иных отраслей экономики.